# Sân vận động Mestalla
Sân vận động Mestalla (tiếng Tây Ban Nha: Estadio de Mestalla [esˈtaðjo ðe mesˈtaʎa], tiếng Valencia: Estadi de Mestalla [esˈtaði ðe mesˈtaʎa]) là một sân vận động bóng đá ở Valencia, Tây Ban Nha. Sân vận động là sân nhà của câu lạc bộ bóng đá Valencia và có sức chứa 48.600 chỗ ngồi, khiến sân trở thành sân vận động lớn thứ 5 ở Tây Ban Nha, và là sân vận động lớn nhất ở Cộng đồng Valencia. Khán đài phía bắc của sân vận động được biết đến với phần khán đài rất dốc.

## Lịch sử
Sân vận động Mestalla được khánh thành bằng trận giao hữu vào ngày 20 tháng 5 năm 1923 giữa Valencia CF và Levante UD. Sân vận động mới có sức chứa 17.000 khán giả, và đã tăng lên 25.000 khán giả vào 4 năm sau đó. Trong Nội chiến, Mestalla được sử dụng làm trại tập trung và kho chứa. Sân sẽ chỉ giữ nguyên cấu trúc của nó, vì phần còn lại là một khu đất trống không có bậc thang và khán đài bị hư hại trong chiến tranh.

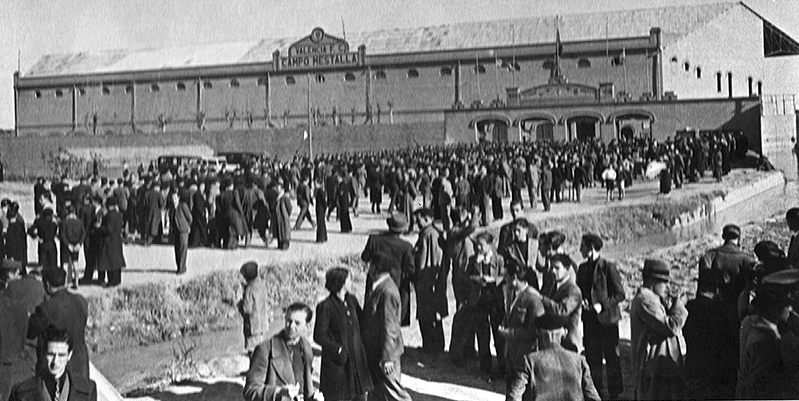
Ngày khánh thành, 20 tháng 5 năm 1923.

Trong thập niên 1950, Mestalla đã được cải tạo, tạo ra một sân vận động với sức chứa 60.000 khán giả. Sân bị thiệt hại nặng nề bởi trận lũ lụt vào tháng 10 năm 1957 khi sông Turia bị vỡ bờ. Sân vận động sớm trở lại sử dụng với một số cải tiến, chẳng hạn như bổ sung ánh sáng nhân tạo, và được khánh thành trong lễ hội Fallas năm 1959.
Năm 1969, tên của sân vận động được đổi thành Sân vận động Luis Casanova, để vinh danh chủ tịch câu lạc bộ Luis Casanova Giner. Sự thay đổi kéo dài trong một phần tư thế kỷ, khi Casanova thừa nhận rằng ông hoàn toàn bị choáng ngợp bởi vinh dự đó và yêu cầu vào năm 1994 rằng tên của sân vận động được trả lại thành Mestalla.
Năm 1972 chứng kiến sự khánh thành của trụ sở chính của câu lạc bộ, nằm ở phía sau của các bậc thang được đánh số. Trụ sở bao gồm một văn phòng được thiết kế theo phong cách tiên phong với một sảnh cúp, nơi treo lá cờ mà câu lạc bộ được thành lập. Mùa hè năm 1973 mở ra một sự thay đổi khác tại Mestalla, sự ra đời của các ghế ngồi trên khán đài, đồng nghĩa với việc loại bỏ mười bốn hàng bậc thang đứng.

## Tương lai
Một sân vận động thay thế, Nou Mestalla, được bắt đầu xây dựng vào năm 2007, nhưng vẫn chưa được hoàn thành. Sân vận động mới dự kiến có sức chứa 61.500 chỗ ngồi.

## Các giải đấu quốc tế và cúp
Mestalla tổ chức trận đấu của đội tuyển bóng đá quốc gia Tây Ban Nha lần đầu tiên vào năm 1925. Sân được chọn là địa điểm tổ chức vòng bảng của đội tuyển quốc gia khi Tây Ban Nha tổ chức World Cup 1982, và tại Thế vận hội Mùa hè 1992 được tổ chức ở Barcelona, tất cả các trận đấu của Tây Ban Nha cho đến trận chung kết được tổ chức tại Mestalla, và họ đã giành được huy chương vàng.
Mestalla là nơi tổ chức các trận đấu quốc tế quan trọng, đã tổ chức chín trận chung kết cúp quốc gia, cũng là sân nhà tạm thời của Levante UD, sân nhà của đội tuyển bóng đá quốc gia Tây Ban Nha và là nơi khó chơi của Castellón và Real Madrid tại cúp châu Âu. Mestalla đã tổ chức trận chung kết Cúp Nhà vua Tây Ban Nha 2011 giữa FC Barcelona và Real Madrid C.F., và trận chung kết Cúp Nhà vua Tây Ban Nha 2014 giữa cùng hai đội. Tổng cộng sân vận động đã tổ chức mười trận chung kết Cúp Nhà vua Tây Ban Nha với trận chung kết đầu tiên diễn ra vào năm 1926.

### Giải vô địch bóng đá thế giới 1982
Sân vận động là một trong những địa điểm của Giải vô địch bóng đá thế giới 1982 (được gọi là Sân vận động Luis Casanova vào thời điểm tổ chức giải đấu), và đã tổ chức các trận đấu sau:
| Ngày                | Đội #1      | Kết quả | Đội #2      | Vòng            | Khán giả |
| ------------------- | ----------- | ------- | ----------- | --------------- | -------- |
| 16 tháng 6 năm 1982 | Tây Ban Nha | 1–1     | Honduras    | Bảng 5 (Vòng 1) | 49.562   |
| 20 tháng 6 năm 1982 | Tây Ban Nha | 2–1     | Nam Tư      | Bảng 5 (Vòng 1) | 48.000   |
| 25 tháng 6 năm 1982 | Tây Ban Nha | 0–1     | Bắc Ireland | Bảng 5 (Vòng 1) | 49.562   |

## Giao thông
Tàu điện ngầm:

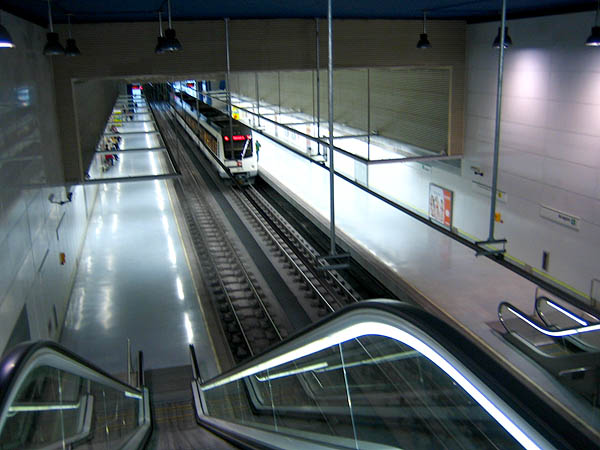
Ga Aragón (Tuyến 5) Metrovalencia

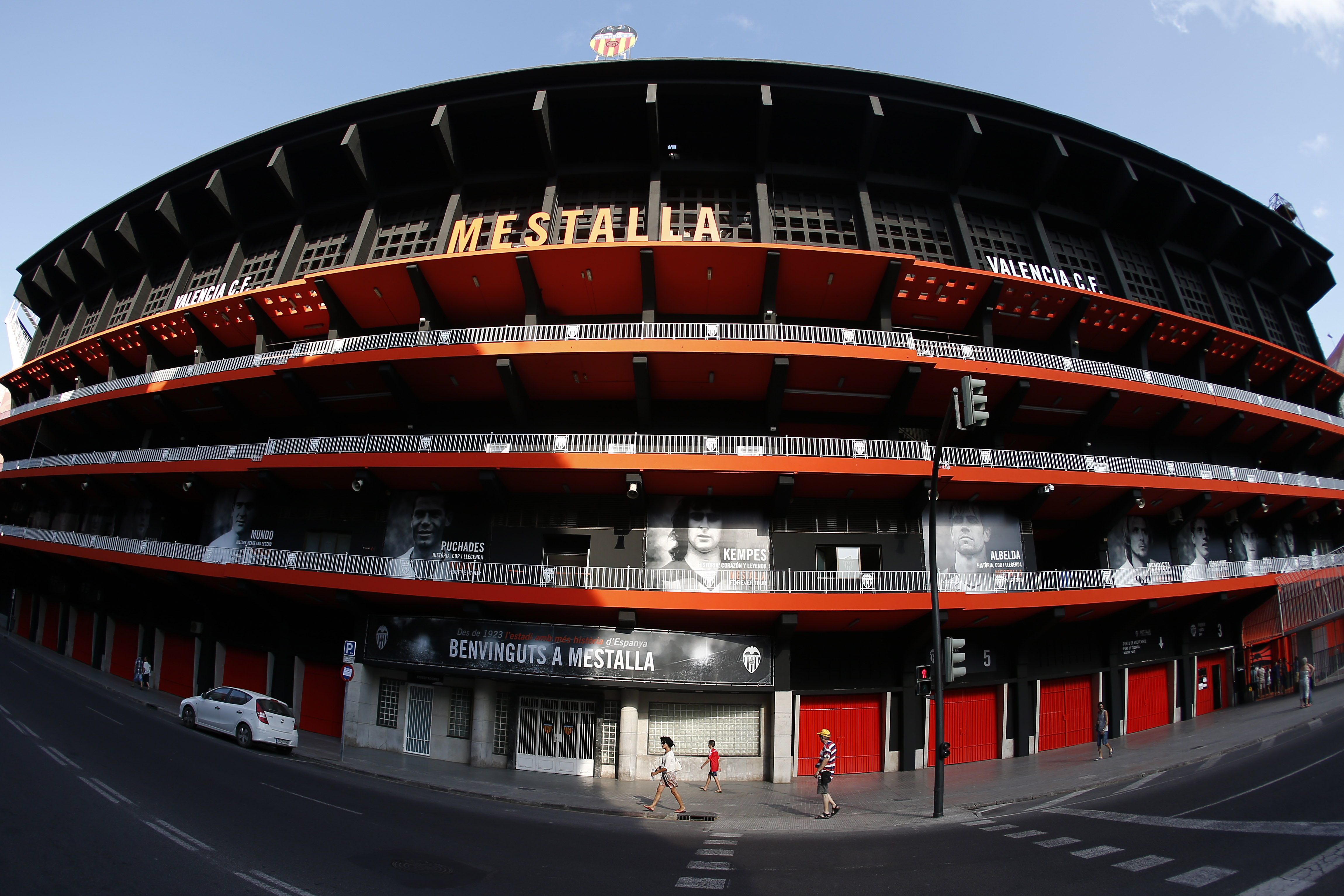
Quang cảnh bên ngoài

Ga Aragón (Tuyến 5 và 7) Metrovalencia
Ga Facultats (Tuyến 3 và 9) Metrovalencia
Tuyến xe buýt:
Đường Amadeo of Savoia: tuyến 32.
Đường Reyes Prosper: tuyến 71.
Đại lộ Aragón: tuyến 10, 12, 80, 41 và 79
Đại lộ Blasco Ibáñez: tuyến 10, 29, 30, 31, 71, 79, 81, 89 và 90.